# 凯明马
凯明马（芬蘭語：Keminmaa）是芬兰拉普兰區的一个市镇，位于波的尼亚湾畔，邻近瑞典边境，面积646.25平方公里，人口8640人（2009年），人口密度约为14人/平方公里。